# Georges-Louis Houdard
Georges Louis Houdard est un musicologue, paléographe et historien français né à Neuilly-sur-Seine le 30 mars 1860 et mort à Saint-Germain-en-Laye le 27 février 1913.

## Biographie
Il a été membre de la Société de l'histoire de Paris et de l'Île-de-France et de l'Académie de Rouen. Formé au Conservatoire de musique de Paris, il s'est intéressé à l'histoire de la musique, en particulier à celle du Moyen Âge et dans ce qu'elle avait alors de plus obscur, les neumes. Sans vouloir se laisser imposer l'opinion d'érudits plus illustres, il a cherché dans les documents la réponse à ses recherches. Il a pris le contre-pied d'une thèse généralement admise et a fait réfléchir, sans faire changer d'avis les érudits auxquels il s'opposait, en particulier, ceux de Louis Laloy, Vincent d'Indy et André Mocquereau. Il fait partie des érudits étudiant le chant grégorien qualifiés de « mensuralistes » qui supposaient que l'écriture grégorienne était rythmiquement précise mais dont les restitutions sonores étaient dépourvues des caractères d'une mélodie.
Son autre sujet d'intérêt a été l'histoire du château de Saint-Germain-en-Laye. Dans l'étude du château, il n'a pas voulu partir des histoires déjà imprimées, mais dans sa passion de la vérité, il est parti des textes originaux en les cherchant dans les dépôts des archives, dans les recueils d'imprimés, avec de longues investigations dans les portefeuilles de plans, de dessins et de gravures. Il est mort avant d'avoir pu terminer la rédaction de cette histoire.

## Publications
- L'art dit grégorien d'après la notation neumatique. Étude préliminaire, Librairie Fischbacher, Paris, 1897 (lire en ligne)
- Le rythme du chant grégorien d'après la notation neumatique, Librairie Fischbacher, Paris, 1898 (lire en ligne), et appendice en 1899
- La science musicale grégorienne, Librairie Polleunis et Ceuterick, Liège, 1901 (lire en ligne)
- L'évolution de l'art musical et l'art grégorien, leçon d'ouverture donnée le 15 avril 1902, Librairie Fischbacher, Paris, 1902 (lire en ligne)
- La richesse rythmique musicale de l'antiquité, 1903
- Le De musica de Saint Augustin, Imprimerie Lombaerts, Bruxelles, 1904 (lire en ligne)
- La question grégorienne en 1904, Maurice Mirvault, 1904.
- La cantilène romaine, Librairie Fischbacher, Paris, 1906
- « La notation musicale dite neumatique », dans Revue archéologique, juillet 1911, p. 45-72 (lire en ligne)
- Les Châteaux royaux de Saint-Germain-en-Laye, 1124-1789, étude historique d'après les documents inédits recueillis aux Archives nationales et à la Bibliothèque nationale, Maurice Mirvault imprimeur, Saint-Germain-en-Laye, 1909, tome 1, 1910-1911 tome 2
- Textes théoriques extraits des traités de musique de Hucbald, Odon, Gui et Aribon, traduits et commentés avec exemples notés, vade-mecum de la rythmique grégorienne des Xe et XIe siècles, Maurice Mirvault , Saint-Germain-en-Laye, 1912
- Guide historique dans les appartements royaux du Château Vieux de Saint-Germain-en-Laye, Maurice Mirvault , Saint-Germain-en-Laye, 1912